# John Gordon Sprigg
Pour les articles homonymes, voir Sprigg.
John Gordon Sprigg (27 avril 1830 - 4 février 1913) est un administrateur britannique et un homme politique qui est à quatre reprises Premier ministre de la colonie du Cap en actuelle Afrique du Sud. 
Sprigg est né à Ipswich en Angleterre et émigre en Afrique du Sud en 1858 pour des raisons de santé. Il s'installe à East London puis devient membre du Parlement du Cap en 1873 et enfin secrétaire colonial. 
De 1878 à 1881, il est Premier ministre de la colonie du Cap. Il l'est de nouveau de 1886 à 1890, de 1896 à 1898 puis de 1900 à 1904 durant la seconde guerre des Boers.